# 二ツ井駅
二ツ井駅（ふたついえき）は、秋田県能代市二ツ井町字太田面（おおたもて）にある、東日本旅客鉄道（JR東日本）奥羽本線の駅である。

## 歴史
- 1901年（明治34年）11月1日：国鉄の駅として山本郡二ツ井町に開業する[2][3]。
- 1922年（大正11年）9月25日：中西徳五郎経営軌道が開業。
- 1940年（昭和15年）3月1日：中西徳五郎経営軌道が廃止。
- 1979年（昭和54年）11月1日：貨物の取り扱いを廃止[3]。
- 1983年（昭和58年）12月23日：業務委託化。
- 1985年（昭和60年）3月14日：荷物扱いを廃止[3]。
- 1987年（昭和62年）4月1日：国鉄分割民営化に伴い、東日本旅客鉄道（JR東日本）の駅となる[3]。
- 1988年（昭和63年）4月1日：直営駅となる[4]。
- 2003年（平成15年）4月1日：業務委託化。ジェイアールアトリスが受託。
- 2015年（平成27年）7月1日：受託者がジェイアールアトリスからJR東日本東北総合サービスに変更。
- 2021年（令和3年）
  - 3月12日：みどりの窓口の営業を終了[5]。
  - 3月13日：簡易委託化。
- 2024年（令和6年）10月1日：えきねっとQチケのサービスを開始[1][6]。

## 駅構造
単式ホーム1面1線と島式ホーム1面2線、計2面3線のホームを持つ地上駅である。互いのホームは跨線橋で連絡している。木造駅舎を有する。
東能代駅が管理し、能代市が受託する簡易委託駅で、定期券・特急券も発売する。駅員の業務は出札のみで改札は行わないためワンマンカーは終日無人駅扱いとなる。簡易委託化までは自動券売機も設置されていた。乗車駅証明書発行機は簡易委託化後もそのまま残されている。
近くにあった二ツ井高校が県内初の定時制分校に転換され通学利用者の減少が予想されたことなどから、当初はJR東日本管内の現役特急停車駅では珍しい完全無人化が検討されていたが、能代市の協力のもと引き続き駅員が配置されることになった。

### のりば
| 番線 | 路線      | 方向 | 行先             |
| ---- | --------- | ---- | ---------------- |
| 1    | ■奥羽本線 | 上り | 東能代・秋田方面 |
| 2・3 | ■奥羽本線 | 下り | 大館・青森方面   |

2番線は上下共用の待避線であり、両方向の発着に対応している。一部の下り普通列車が使用する。

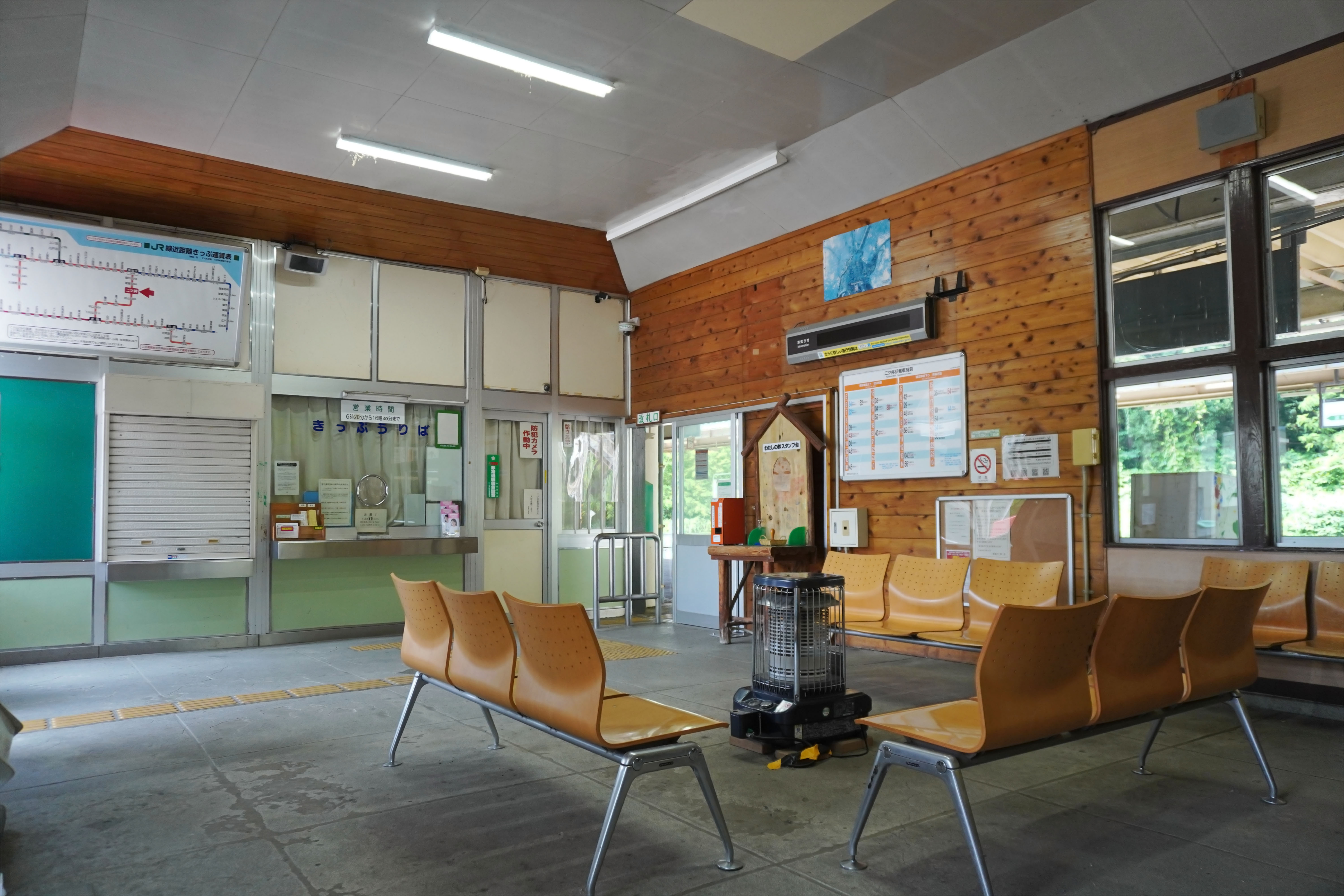
駅舎内（2024年6月）
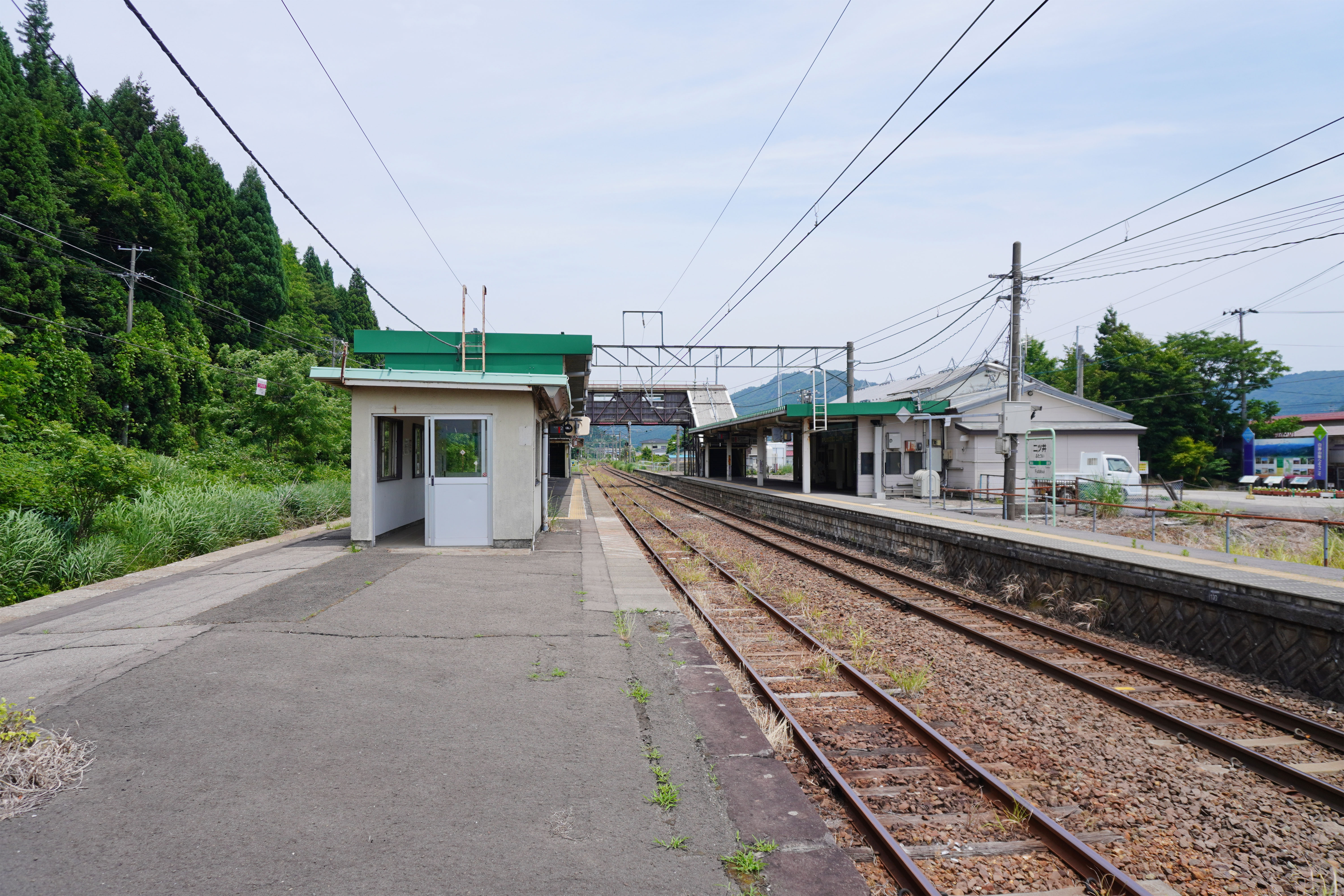
ホーム（2024年6月）

## 利用状況
JR東日本によると、2023年度（令和5年度）の1日平均乗車人員は213人である。
2000年度（平成12年度）以降の推移は以下のとおりである。
| 1日平均乗車人員推移 | 1日平均乗車人員推移 | 1日平均乗車人員推移 | 1日平均乗車人員推移 | 1日平均乗車人員推移 |
| 年度                | 定期外              | 定期                | 合計                | 出典                |
| ------------------- | ------------------- | ------------------- | ------------------- | ------------------- |
| 2000年（平成12年）  |                     |                     | 615                 | [ 利用客数 2 ]      |
| 2001年（平成13年）  |                     |                     | 597                 | [ 利用客数 3 ]      |
| 2002年（平成14年）  |                     |                     | 543                 | [ 利用客数 4 ]      |
| 2003年（平成15年）  |                     |                     | 538                 | [ 利用客数 5 ]      |
| 2004年（平成16年）  |                     |                     | 489                 | [ 利用客数 6 ]      |
| 2005年（平成17年）  |                     |                     | 474                 | [ 利用客数 7 ]      |
| 2006年（平成18年）  |                     |                     | 454                 | [ 利用客数 8 ]      |
| 2007年（平成19年）  |                     |                     | 443                 | [ 利用客数 9 ]      |
| 2008年（平成20年）  |                     |                     | 472                 | [ 利用客数 10 ]     |
| 2009年（平成21年）  |                     |                     | 471                 | [ 利用客数 11 ]     |
| 2010年（平成22年）  |                     |                     | 475                 | [ 利用客数 12 ]     |
| 2011年（平成23年）  |                     |                     | 455                 | [ 利用客数 13 ]     |
| 2012年（平成24年）  | 73                  | 349                 | 423                 | [ 利用客数 14 ]     |
| 2013年（平成25年）  | 69                  | 333                 | 403                 | [ 利用客数 15 ]     |
| 2014年（平成26年）  | 62                  | 329                 | 391                 | [ 利用客数 16 ]     |
| 2015年（平成27年）  | 60                  | 332                 | 393                 | [ 利用客数 17 ]     |
| 2016年（平成28年）  | 56                  | 294                 | 351                 | [ 利用客数 18 ]     |
| 2017年（平成29年）  | 55                  | 263                 | 318                 | [ 利用客数 19 ]     |
| 2018年（平成30年）  | 47                  | 255                 | 303                 | [ 利用客数 20 ]     |
| 2019年（令和元年）  | 46                  | 256                 | 302                 | [ 利用客数 21 ]     |
| 2020年（令和02年）  | 26                  | 233                 | 259                 | [ 利用客数 22 ]     |
| 2021年（令和03年）  | 23                  | 219                 | 243                 | [ 利用客数 23 ]     |
| 2022年（令和04年）  | 25                  | 195                 | 220                 | [ 利用客数 24 ]     |
| 2023年（令和05年）  | 30                  | 182                 | 213                 | [ 利用客数 1 ]      |

## 駅周辺
旧・二ツ井町の中心部に位置する。

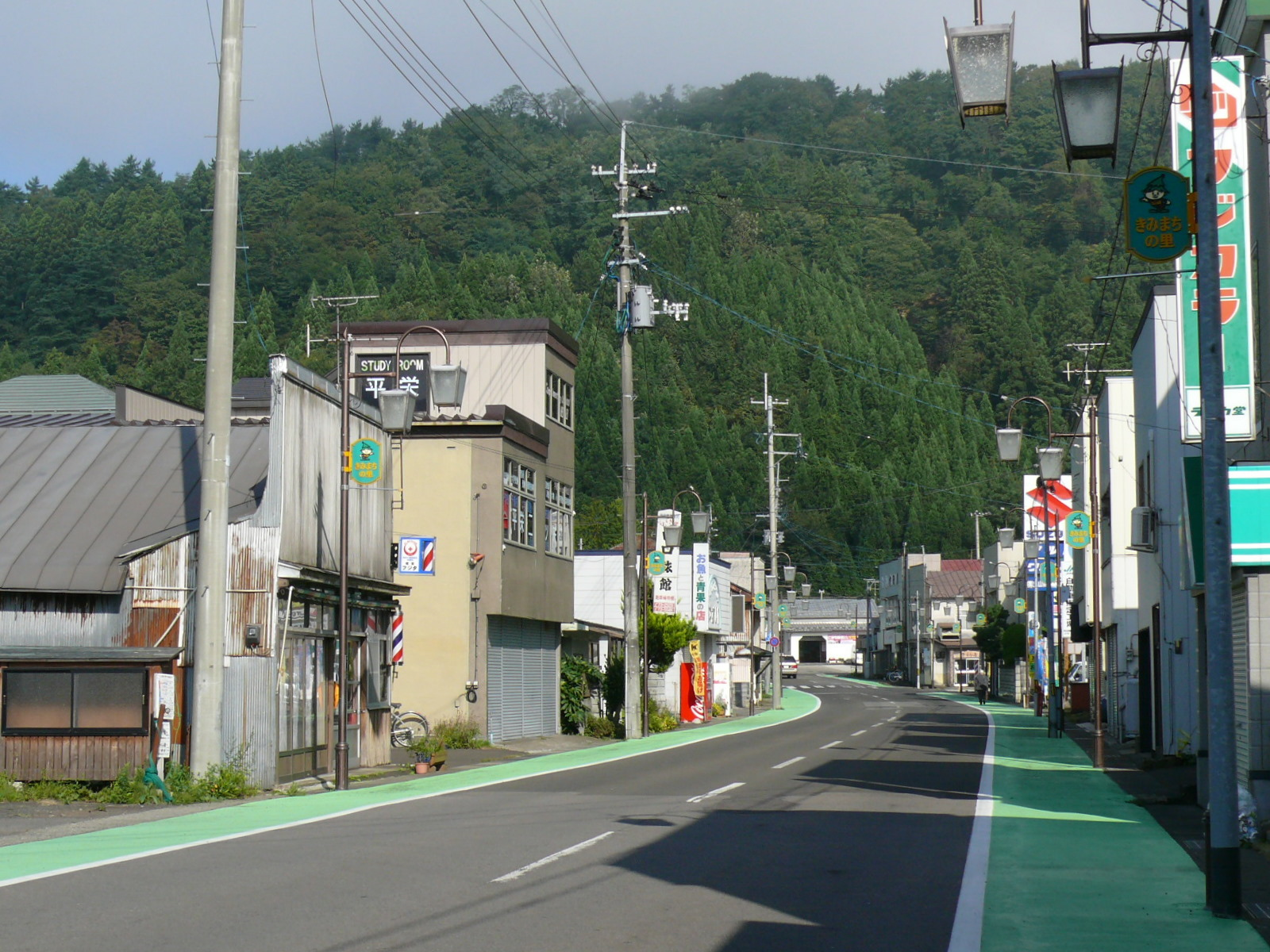
駅前通り（2009年9月）

- 能代市役所二ツ井町庁舎（旧・二ツ井町役場）
  - 能代市立二ツ井図書館 - 市役所二ツ井町庁舎3階に入る。
- 秋田県立能代高等学校二ツ井キャンパス
- いとく二ツ井ショッピングセンター
- 秋田銀行二ツ井支店
- 羽後信用金庫二ツ井支店
- あきた白神農業協同組合二ツ井支店
- 二ツ井郵便局
- 能代市立二ツ井小学校
- 能代市立二ツ井中学校

## バス路線
「二ツ井駅前」停留所にて、次の路線バスが発着する。
- 秋北バス
  - 能代駅・能代バスステーション・能代厚生医療センター方面
  - 藤琴方面

このほか、高速バス「ジュピター号」も町内を通過するが、二ツ井地区の停留所は現在、道の駅ふたついに設置されている。かつては町中心部に近い秋北バス車庫、のちに県道沿いのローソンや二ツ井町庁舎前から発着していた。
- 第一観光バス
  - 道の駅ふたつい・下田平方面
  - 岩坂・馬子岱方面
  - きみまち杉・上高屋敷方面

## 隣の駅
東日本旅客鉄道（JR東日本）
■奥羽本線
- 特急「つがる」停車駅

□快速
東能代駅 - 二ツ井駅 - 鷹ノ巣駅
■普通
富根駅 - 二ツ井駅 - 前山駅

### 記事本文